# Lewistown (Ohio)
Lewistown ist eine Siedlung auf gemeindefreiem Gebiet und ein Census-designated place (CDP) in Logan County, Ohio, Vereinigte Staaten. Beim United States Census 2020 hatte der CDP 202 Einwohner.

## Lage
Der Ort liegt bei den Koordinaten 40° 25' 25.51" Nord und 83° 53' 4.66" West auf einer Höhe von 306 Metern über dem Meeresspiegel östlich der Ohio State Route OH-235 am Rennick Creek, der westlich der Straße in den Great Miami River mündet. Die 2,0 km² große Fläche des Gebietes hat laut Census keinen Anteil an Wasserfläche.

## Geschichte
Bis in die 1820er-Jahre war die Gegend von Shawnee besiedelt. Im Sommer 1832 zogen die ersten weißen Siedler nach Lewistown. Henry Hanford, nach dem die „Hanford Street“ in Lewistown benannt ist, eröffnete den ersten Gemischtwarenladen („general store“) und war gleichzeitig der erste Postverwalter des Ortes. Mietspferde, die Mitte des 19. Jahrhunderts die Strecke zwischen Bellefontaine und Anna Station bedienten („hack line“), hielten in Lewistown.